# Physandra halimocnemis
Physandra halimocnemis är en amarantväxtart som först beskrevs av Viktor Petrovitj Botjantsev, och fick sitt nu gällande namn av Viktor Petrovitj Botjantsev. Physandra halimocnemis ingår i släktet Physandra och familjen amarantväxter. Inga underarter finns listade i Catalogue of Life.